# Општина Лендава
Општина Лендава (словен. Lendava, мађ. Lendva) је једна од општина Помурске регије у држави Словенији. Седиште општине је истоимени град Лендава.
Лендава је средиште мађарске националне мањине у Словенији, а у општинским установама мађарски језик је козваничан са словеначким.

## Природне одлике
Рељеф: Општина Лендава налази се у североисточном делу Словеније. Најисточнија тачка државе, ушће реке Лендаве у Муру, је на подручју ове општине. Општина се простире у југоисточном делу равничарске и пољопривредне области Прекомурје.
Клима: У општини влада умерено континентална клима.
Воде: Најважноји водотоци у општини су реке Мура и Лендава. Већа Мура је јужна граница општине и истовремено граница Словеније са Хрватском. Речица Лендава је средишње постављена у општини, а при свом ушћу у Муру постаје погранична ка Мађарској, да би њихово уће означило тромеђу три споменуте државе. Сви остали водотоци су мали и притоке су Муре или Лендаве.

## Становништво
Општина Лендава је густо насељена.
Општина Лендава је средиште мађарске националне мањине у Словенији. Ипак, већинско становништво у општини су Словенци са 5.216 припадника (47%), 4.690 припадника су Мађари (42%), а остатак чини махом ромско становништво. У општинској самоуправи мађарски језик је у равномерном положају са словеначким.

## Насеља општине
| - Банута - Беница - Габерје - Гентеровци - Горњи Лакош - Долга Вас - Долговашке Горице | - Долина при Лендави - Долњи Лакош - Камовци - Капца - Кот - Лендава - Лендавске Горице - Мостје | - Петишовци - Пинце - Пинце-Мароф - Радможанци - Тримлини - Хотиза - Чентиба |  |

## Додатно погледати
- Лендава